# Jean Lafitte (Louisiana)
Jean Lafitte è un comune degli Stati Uniti d'America, situato nello Stato della Louisiana, in particolare nella parrocchia di Jefferson.